# Бели пясъци
„Бели пясъци“ (на английски: White Sands) e американски криминален трилър от 1992 г. на режисьора Роджър Доналдсън по сценарий на Даниел Пайн с участието на Уилем Дефо, Мери Елизабет Мастрантонио, Самюъл Джаксън и Мики Рурк.
Филмът е продуциран от „Морган Крийк Продъкшънс“ и излиза в Съединените щати на 24 април 1992 г., разпространен от „Уорнър Брос“. Получава смесени отзиви и печели 18 млн. щ.д. в световен мащаб срещу бюджет от 22 млн. щ.д.

## Актьорски състав
- Уилям Дефо – Рей Долезал
- Мики Рурк – Горман Ленъкс
- Мери Елизабет Мастрантонио – Лейн Бодайн
- Самюъл Джаксън – Грег Мийкър
- М. Емет Уолш – Бърт Гибсън
- Джеймс Ребхорн – Агент Флин
- Мора Търни – Норийн
- Бет Грант – Роз Кинсейд
- Мими Роджърс – Моли Долецал (некредитиран)
- Мигел Сандовал – Руиц
- Фред Томпсън – Дилър (некредитиран)
- Джон Райън –  Дилър #2 (некредитиран)
- Кен Торли – Клейнман
- Ройс Д. Апългейт – Питърсън
- Александър Никси – Бен
- Фредрик Лопез – Делмар Блекуотър
- Джон Лафайет – Демът
- Меган Бътлър – Гудмън
- Лиса Клауд – Редхед
- Стийв Корниър – Арти О'Брайън